# كلونوا

كلونوا.

كلونوا (بالإنجليزية:Klonoa) سلسلة ألعاب فيديو أنشئت بواسطة شركة نامكو اليابانية وبطل هذه السلسلة هو كلونوا وهو أرنب بري له آذان طويلة ويستطيع الطيران والقتال ولقد ظهر لأول مره عام 1997.

## روابط خارجية
- الموقع الرسمي
 (باليابانية)